# Kieswet (1831)
De Kieswet van 3 maart 1831 (la loi électorale du 3 mars 1831) is een decreet van het Nationaal Congres dat het kiessysteem in het toen nieuwe België regelde. Het systeem bleef grotendeels van toepassing tot de hervorming van 1894, toen algemeen (meervoudig) stemrecht werd ingevoerd.

## Context

Medaille van de stemming van de kieswet door het Nationaal Congres, gemaakt door Maurice Borrel (fr): Les députés du peuple belge sont élus directement à la représentation nationale

De wet werd aangenomen op 3 maart 1831 door het Nationaal Congres met 101 stemmen voor en 31 stemmen tegen. Ze kwam er op basis van de Grondwet, die een maand eerder goedgekeurd was.
De eerste verkiezingen onder dit systeem vonden plaats op 29 augustus 1831, waarna de Wetgevende Kamers zich voor het eerst installeerden.
De kieswet regelde enkel de verkiezingen voor de Kamer van volksvertegenwoordigers en de Senaat. De verkiezing van de gemeenteraden en provincieraden werd geregeld in respectievelijk de gemeentewet van 1836 en de provinciewet van 1836.
De kieswet en de electorale delen van de gemeente- en provinciewet werden samengevoegd tot het Kieswetboek van 18 mei 1872, dat geen of nauwelijks inhoudelijke wijzigingen aanbracht. In 1878 werd het Kieswetboek nieuw gecoördineerd met de wet-Malou van 1877, die de geheime stemming invoerde. Uiteindelijk bracht het Kieswetboek van 12 april 1894 grondige hervormingen met zich mee, deze wet is nog steeds van kracht.

## Inhoud

### Titel I: Kiezers
De kiesvoorwaarden waren als volgt (gelijk voor de Kamer en de Senaat):
- Belg zijn van geboorte of de grote naturalisatie verkregen hebben;
- De volle leeftijd van 25 jaar bereikt hebben;
- De kiescijns betalen (art. 47 van de Grondwet legde een minimum en maximum vast).

### Titel II:Kiezerslijsten
Het gemeentebestuur herziet jaarlijks de kiezerslijst op basis van de kiesvoorwaarden.

### Titel III:Kiescolleges
De kiescolleges komen de tweede dinsdag van juni samen om de volksvertegenwoordigers te verkiezen. Wanneer de verkiezing door meerdere verenigde colleges wordt gehouden, vindt ze plaats op de derde dinsdag van juni.
De kiezers komen samen in de hoofdplaats van het administratief arrondissement waar ze hun werkelijke verblijfplaats hebben. Ze mogen zich niet laten vervangen.

### Titel IV: Verkiesbaarheidsvoorwaarden
De voorwaarden om zich verkiesbaar te stellen stonden in de Grondwet en werden hier herhaald:
- Art. 41 (herhaling van toenmalig art. 50 Gw.) bevat de verkiesbaarheidsvoorwaarden voor de Kamer van volksvertegenwoordigers:
  - Belg door geboorte of de grote naturalisatie verkregen;
  - De burgerlijke en politieke rechten genieten;
  - De volle leeftijd van 25 jaar bereikt hebben;
  - Woonachtig zijn in België.
- Art. 42 (herhaling van toenmalig art. 56 Gw.) bevat de verkiesbaarheidsvoorwaarden voor de Senaat
  - Belg door geboorte of de grote naturalisatie verkregen
  - De burgerlijke en politieke rechten genieten;
  - De volle leeftijd van 40 jaar bereikt hebben;
  - Woonachtig zijn in België;
  - Een kiescijns betalen.

### Algemene bepalingen
- (Art. 50.) Bij een vacante functie (na ontslag, overlijden, ...) wordt binnen de maand een buitengewone verkiezing gehouden. Ook wanneer een parlementslid benoemd werd tot minister, moest hij herverkozen worden per toenmalig artikel 36 van de grondwet.
- (Art. 52.) De wet bevatte een tabel met per provincie de kiescijns per grote stad en een voor de rest (het platteland).
  - Dit werd bij wet van 12 maart 1848 eenvormig gemaakt voor het hele land op het grondwettelijke minimum.
- (Art. 54.) De Kamer van volksvertegenwoordigers en de Senaat worden per reeks van vertegenwoordigers vernieuwd, in de volgorde bepaald door een wet.
  - Dit werd bepaald bij wet van 10 april 1833:
    - De ene reeks bevatte de provincies Antwerpen, Brabant, West-Vlaanderen, Luxemburg en Namen.
    - De andere reeks bevatte de provincies Oost-Vlaanderen, Henegouwen, Luik en Limburg. Deze reeks werd uitgekozen als eerste reeks, te verkiezen in de eerste gedeeltelijke verkiezingen van 9 juni 1835.
- (Art. 55.) De wet bevatte ten slotte een tabel met de verdeling van de volksvertegenwoordigers en senatoren per arrondissement (die dus als kieskringen dienden: zie kiesarrondissement).